# Orange (estúdio de animação)
Orange Co., Ltd. (japonês: 有限会社オレンジ, Hepburn: Yūgen-gaisha Orenji) um estúdio de animação japonês com sede em Musashino, Tóquio, especializado na produção de animação 3DCG. O estúdio é conhecido por seu 3D exagerado e estilo de direção, que difere do movimento tradicional frequentemente encontrado em obras de CG.
1. ↑  «Why 3DCG» (em japonês). AREAJAPAN. Consultado em Jun 12, 2018